# Alcázar Genil
El alcázar Genil (Qasar al-Sayyid o Alcázar del Señor) es un palacio fortificado ubicado en la ciudad española de Granada, en la comunidad autónoma de Andalucía. 
Edificio de origen andalusí, también conocido como Palacio de Abú Said, y como jardín de la Reina, en honor de la princesa Aixa, el entorno huertano y explanada ajardinada exterior del recinto campestre. El predio que hasta no hace mucho tiempo se regaba por la Acequia Arabuleila, está situado cerca de la margen izquierda del río Genil, en el paseo del Violón, entre el Camino de Ronda y el Palacio de Exposiciones y Congresos de Granada, a escasos metros de donde el último rey nazarí, Boabdil, entregó las llaves de la ciudad palatina a los Reyes Católicos en la mañana del 2 de enero de 1492, que tuvo como consecuencias la integración en la Corona de Castilla del último reino musulmán de al-Ándalus de la península ibérica.

## Historia

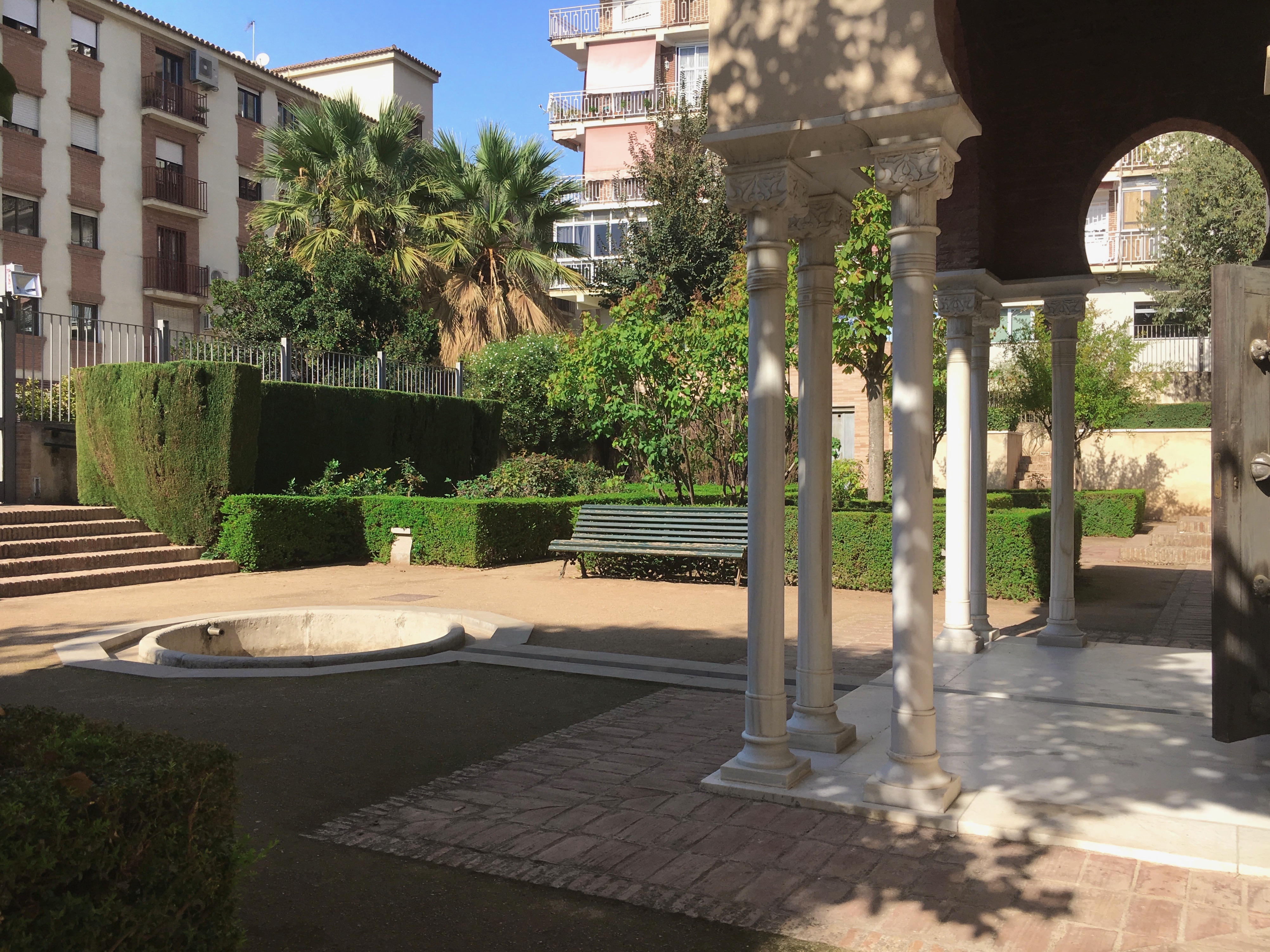
Jardines con almeces y naranjos frente al palacio

El palacio fue alzado como alcázar, por el gobernador almohade de Granada, sayyid Ishaq ben Yusuf, en tiempos del califa al-Muntasir, que lo mandó construir en 1218, en una almunia, a las afueras del recinto amurallado, un emplazamiento- a un kilómetro de la Medina, la zona baja de la Granada musulmana, en la tierra agrícola más fértil y llana de la parte oriental de la vega del Genil, dedicada como finca de recreo cortesana, a la par que era utilizada como explotación agrícola, en donde se llevaban a cabo grandes recepciones y juegos, al disponer de un albercón de grandes dimensiones, 121,40 metros de largo por 28 de ancho, que ocupaba la parte frontal del solar del palacete y de las torres del Alcázar, dedicado a batallas navales a escala real, los restos arqueológicos de una edificación anexa de la naumaquia prenazarí del siglo XII, se pueden visitar en el espacio temático habilitado en la estación Alcázar Genil del Metropolitano de Granada. A escasos metros de la edificación principal del palacio, junto a la margen izquierda del río Genil o Sinyil, en el paseo del Violón, al igual que en otras muchas fincas que los monarcas nazaríes poseían fuera de la Alhambra, se levantó en época almohade una Rábida o Morabito, edificio religioso coránico que se transformaría para el culto cristiano al ser consagrado el recinto como ermita en honor de San Sebastián y San Fabián, en su paramento lateral derecho, hay una placa conmemorativa del hecho histórico de la entrega de las llaves de la ciudad de la Alhambra.

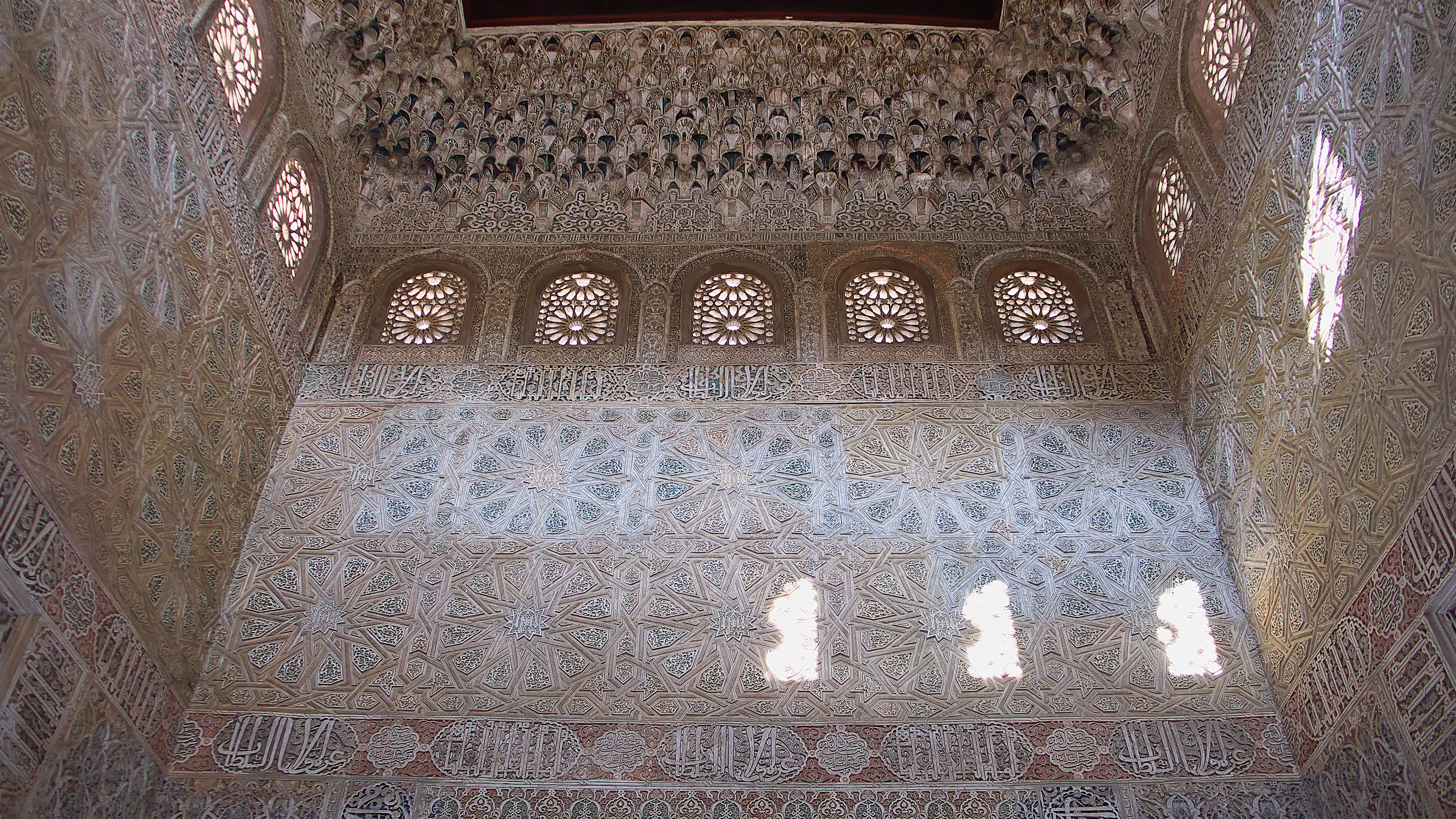
Interior de la qubba de 5x5x10 metros con yesería original, que en árabe significa “cúpula” y hace referencia a un espacio cuadrado cubierto con cúpula

La qubba musulmana original, durante el reinado del monarca nazarí yusuf I, sufrió un primer retoque ornamental y arquitectónico. Fue residencia de invitados ("Diyar al-Diyafa") de los sultanes del Norte de África y de nobles y reyes castellanos en épocas de armonía, y última moradora de la madre de Boabdil, la princesa Aixa, quien abandonó la quinta después de incluirla en el lote de los edificios vendidos a los reyes castellanos tras la Toma de Granada. Posteriormente, pasó a manos privadas y, en los años cincuenta, los Duques de Gor vendieron la finca y palacio al Estado, tras haber sido declarado Monumento del patrimonio histórico de España el 12 de julio de 1922.
En tiempos de la II República, los jardines fueron destruidos y la inmensa huerta partida en dos al realizar el vial urbano denominado 'Camino de Ronda'. Al inicio de la década de 1980, se edificó a ambos lados del vial, dedicando los restos del estanque y de la alberca anexa como aparcamiento subterráneo de las nuevas urbanizaciones.

## Edificio

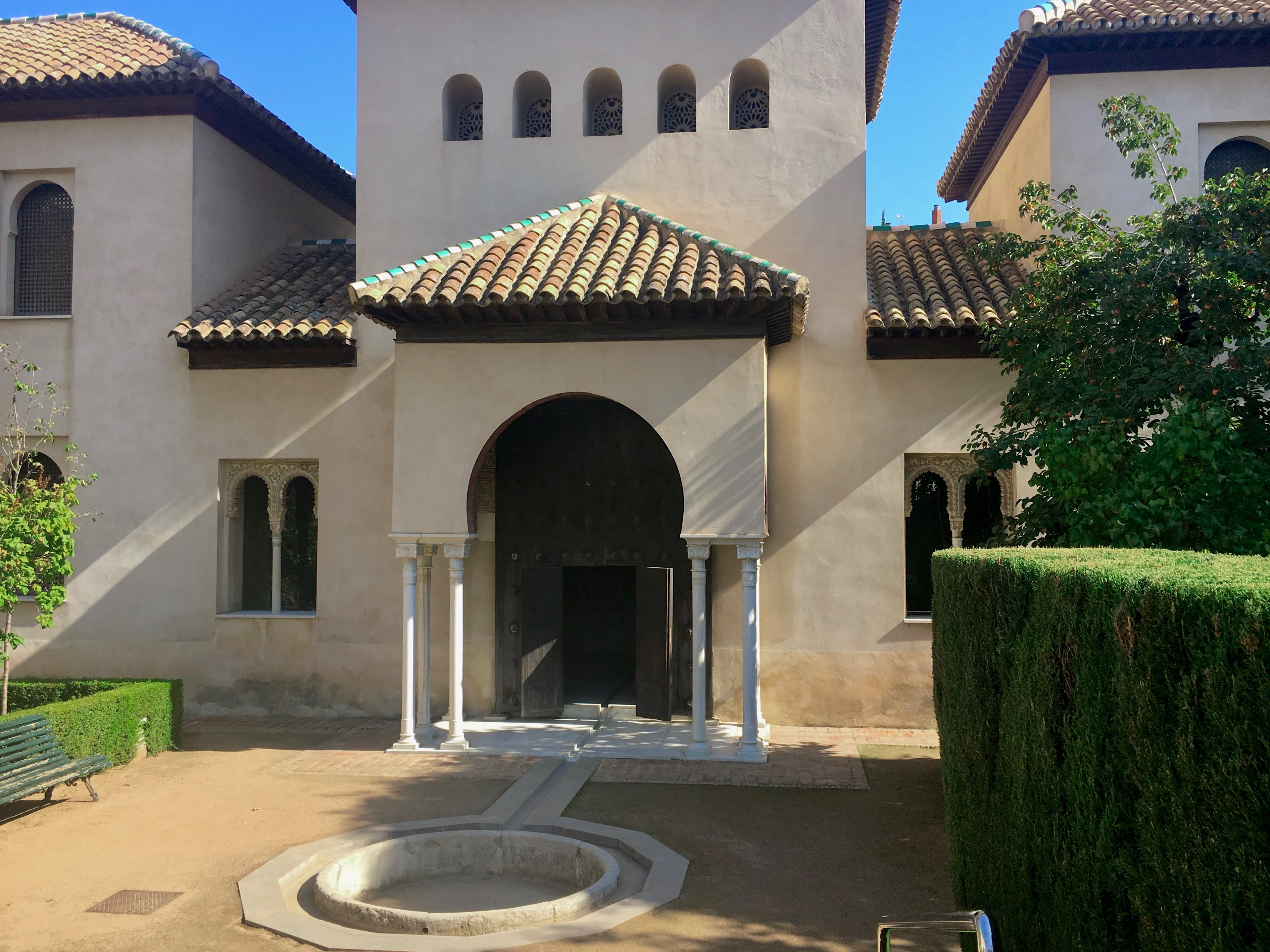
Vista de la fachada frontal del palacio

De la construcción original, queda el cuerpo central, con 5 metros aproximadamente de lado por 10 metros de alto con una torre con cubierta a cuatro aguas y bóveda de madera con lacería. El acceso se realiza por un arco de herradura apuntado y, sobre él, hay una faja de ventanas en celosía. En su interior, tiene una fuente central con arriate, originalmente comunicada con un estanque o alberca situada a unos 150 metros, donde según cuenta la tradición, se celebraban competiciones navales entre los príncipes musulmanes, simulando la destrucción y quema de galeones cristianos. A ambos lados, dos pequeñas alhanías aposentos o alcobas laterales, a los que se accede a través de arcos gemelos, cubiertos con techo plano de madera. Posee decoración de yeso con atauriques. 
Tanto encima de las puertas, como en el contorno interior del edificio, se pueden encontrar en la decoracion de los paramentos inscripciones epigráficas en caligrafía cúfica consistentes en alabanzas a Alá y al rey que lo construyó, o fragmentos del Corán. Sobre éstas, se pueden observar dibujos geométricos policromados. El suelo, en su origen, fue de ladrillo y cerámica vidriada en colores azules y blancos. Se construyó a semejanza de los quiosco-palacios persas, que se levantaban en medio de jardines, rodeados de fuentes y estanques, simbolizando el paraíso sufí. En el siglo XIX (1863), se le agregaron dos cuerpos laterales, de dos plantas, y un pórtico de entrada, obra del arquitecto Rafael Contreras quien restableció adornos y estructura. En 1974 el especialista en arte andalusí Basilio Pavón Maldonado alerta de la decadencia en que se encontraba el edificio, se inicia su recuperación arquitectónica, y en 1994 se terminó su rescate del estado de ruina y abandono. Tanto esta almunia como la Almunia de Darabenaz en la La Zubia, son los dos únicos ejemplos de edificios residenciales de la realeza nazarí, situados a extramuros de la medina de Granada que han llegado en pie a la actualidad. 
Desde el año 2006 la Fundación Francisco Ayala tiene su sede en los dos cuerpos laterales del palacete, y en ellos se puede contemplar cuadros y objetos del escritor. Se puede visitar de lunes a viernes de 09:00 a 15,00 horas de forma gratuita.